# Idaea persica
Idaea persica är en fjärilsart som beskrevs av Brandt 1941. Idaea persica ingår i släktet Idaea och familjen mätare. Inga underarter finns listade i Catalogue of Life.